# Helmontia
Helmontia é um género botânico pertencente à família Cucurbitaceae.

## Espécies
- Helmontia cardiophylla
- Helmontia leptantha
- Helmontia simplicifolia
- Helmontia trujilloi

1. ↑  «Helmontia — World Flora Online». www.worldfloraonline.org. Consultado em 19 de agosto de 2020